# Paul Kalkbrenner
Paul Kalkbrenner es un DJ, remezclador y productor discográfico alemán de música techno, minimal techno, house e IDM. Actualmente está radicado en Berlín. Desde 2012 comparte su vida con la artista Simina Grigoriu.

## Trayectoria
Desde 1985 empezó su formación como trompetista, estudios de solfeo y teoría musical, los cuales concluyó en 1990. En 1994 comenzó su carrera como Liveact. En 1999 publicó su primer EP titulado Largesse, en ese entonces aún bajo el pseudónimo Paul db+. En ese mismo año publicó el EP Friedrichshain con la discográfica berlinesa BPitch Control.
En 1996 se lanza como productor para así trabajar de forma más profesional, lo cual le trajo trabajos de edición y producción para diversas cadenas de televisión en Alemania como ARD, ZDF, RTL y Premiere.
Para sus presentaciones en vivo Paul Kalkbrenner utiliza un software sintetizador, secuenciador (Ableton Live) en conjunto con un controlador MIDI, sintetizadores de hardware y máquinas de beat. 
Desde el despegue de su carrera ha tocado en grandes festivales: Tomorrowland, Monegros Desert Fest, Mayday, Nature One, SonneMondSterne, Melt, Fusion, entre otros. También ha publicado material bajo los pseudónimos Paul dB+ y Granada.
Kalkbrenner es actualmente uno de los mejores DJ y productores de su género, y de hecho es cabeza de cartel en prácticamente todos los eventos a los que va. Sus fieles, suelen referirse a él como "The Therapist", en castellano "El terapeuta" o también como "El Primero mejor", citando al DJ y productor bosnio Solomun como "El Segundo mejor".
En el 2008 salió la película Berlin Calling de Hannes Stöhr con Kalkbrenner en el rol principal. Su hermano Fritz Kalkbrenner participó igualmente en ésta, y juntos produjeron Sky And Sand, himno y canción principal de la película. Paul produjo casi en su totalidad la música de la misma, que fue publicada en el disco Berlin Calling - The Soundtrack By Paul Kalkbrenner.

## Discografía
1999
Largesse EP, como Paul dB+ (Synaptic Waves)
Friedrichshain EP, como Paul dB+ (BPitch Control)
2000
Largesse Plus EP, como Paul dB+ (Synaptic Waves)
gigahertz EP, como Paul dB+ (cadeaux)
dB+ (Bpitch Control)
Superimpose CD/LP (Bpitch Control)
2001
Chrono (Bpitch Control)
Zeit CD/LP (Bpitch Control)
Ellen Allien – Dataromance (Paul Kalkbrenner Remix) (Bpitch Control)
Lexy & Autotune – Shibuya Love (Paul Kalkbrenner Remix) (Jakuza Records)
2002
Brennt (Bpitch Control)
2003
F.FWD (Bpitch Control)
Steinbeisser (Bpitch Control)
Sascha Funke – Forms & Shapes (P. Kalkbrenner Remix) (Bpitch Control)
Die Raketen – The Sound Für Zwischendurch (Paul Kalkbrenner Remix) (Low Spirit Records)
2004
Press On (Bpitch Control)
Self CD/LP (Bpitch Control)
Agoria – Stereolove (Paul Kalkbrenner's "John 3-20" Mix) (PIAS France)
2005
Tatü-Tata (Bpitch Control)
Maximalive CD/LP (Minimaxima)
Lexy & K-Paul – Happy Zombies (Paul Kalkbrenner Remix) (Low Spirit Records)
2006
Keule (Bpitch Control)
Reworks CD/3×12" (Bpitch Control)
Ellen Allien & Apparat – Jet (Paul Kalkbrenner Remix) (Bpitch Control)
Error Error – Your Everlasting Breath (Paul Kalkbrenner Remix) (Italic)
Michel De Hey – Snert (Paul Kalkbrenner Remix) (Hey! Records)
2007
Altes Kamuffel (Bpitch Control)
Der Senat (Bpitch Control)
Chordian – Closed Eyes (Paul Kalkbrenner Remix) (SONICULTURE)
2008
Bingo Bongo (Bpitch Control)
Berlin Calling - The Soundtrack By Paul Kalkbrenner (Bpitch Control)
2009
2raumwohnung – Wir werden sehen (Paul Kalkbrenner Remix) (EMI)
Modeselektor – 200007 (Paul Kalkbrenner's Tap Some Bong 2009 Remix)  (BPitch Control)
Michel Cleis – La Mezcla (Paul Kalkbrenner Remix) (Strictly Rhythm)
2010
Stromae – Te Quiero (Paul Kalkbrenner Remix)
Moby – Wait For Me (Paul Kalkbrenner Remix) (Little Idiot)
Fritz Kalkbrenner – Facing the Sun (Paul Kalkbrenner Remix) (Suol)
2011
Icke Wieder
2012
Das Gezabel (EP)
Guten Tag
Der Stabsvörnern
2013
Simina Grigoriu Feat. Mama – Kokopelli (Paul Kalkbrenner Remix) (Susumu)
2019
No Goodbye (Columbia/b1 Recordings)
2020
Speak Up EP (Columbia/b1 Recordings)
Parachute (Columbia/b1 Recordings)
2021
Graf Zahl (Columbia/b1 Recordings)

## Filmografía
- Berlin Calling (2008) como Ickarus.

## Tours
- Berlin Calling Tour 2009